# Maria Martinez (konstnär)
Maria Martinez, född 1887, död 1980, var en pueblo-amerikansk konstnär. 
En krater på Venus har fått sitt namn efter henne. 
Maria Martinez finns representerad vid Museum of Modern Art.